# 습원

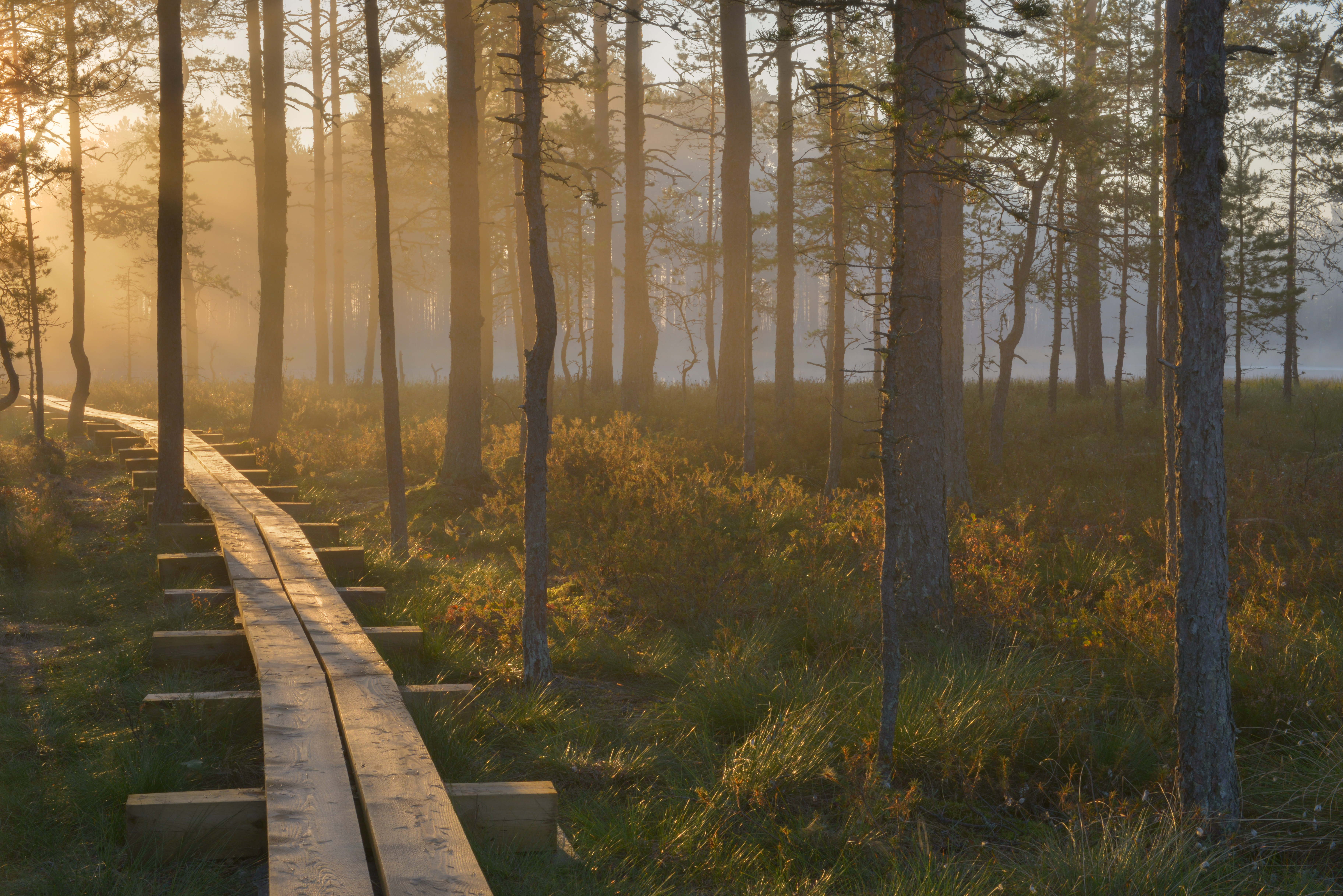

습원(濕原, moor, bog)은 습기가 많은 초원이다.
습원은 미네랄 소금이 부족한 산성, 습한 서식지이며 이러한 극한 조건에 대처할 수 있는 동식물의 서식지이다. 습원은 펜(fen, 소택지)과 달리 강수량(옴브로트로피)과 공기에서 유입된 미네랄 염을 통해서만 공급을 받는다. 따라서 이것들은 수문학적, 생태학적으로 그리고 개발 역사 측면에서 특별한 유형의 늪지를 나타내며 수세기 또는 수천 년에 걸친 토탄 이끼의 성장이 결정적인 역할을 한다. 이것들은 또한 훨씬 더 얇고 습하고 구름이 많은 기후대에서 발생하는 대습원(Blanket bog)과 특성이 다르다.
습원은 토탄 절단과 주변 토지의 광물성 소금에 의한 오염(농업 및 산업으로 인해)으로 인해 큰 위협을 받고 있다. 마지막으로 거대한 습원 지역은 서부 시베리아와 캐나다에서 발견된다.